# First Rays of the New Rising Sun
1997. április 22-én First Rays of the New Rising Sun címmel megjelent Jimi Hendrix még életében elkezdett stúdióalbuma, mely a szerző halála miatt nem jelent meg tervezett formájában. Ez az album is csak egy lehetséges változat, mivel nem tudható pontosan, hogy Hendrix hogy fejezte volna be a felvételeket. 1997-ben a Hendrix-család visszanyerte Jimi dalainak kiadási jogait, így az album rekonstrukciója is megkezdődhetett.
Eddie Kramer, Hendrix „saját” hangmérnöke segített az album összeállításában, ahogy azt Hendrix halála előtt tervezte. A dalok legnagyobb részét 1970 nyarán vették fel Hendrix új stúdiójában, az Electric Lady Studiosban. Eredetileg ezt is dupla albumnak tervezték, már csak az utolsó simítások hiányoztak, amikor Hendrix Angliába repült, hogy fellépjen a wight-szigeti fesztiválon, majd egy rövid európai turnéra induljon. Hendrix sohasem tért vissza, 1970. szeptember 18-án, 27 évesen altató-túladagolás miatt meghalt.
Sokan azt mondják, hogy Hendrix újra akarta értelmezni művészetét, ehhez pedig a First Rays of the New Rising Sun-t akarta használni, mint egy új kor hajnalát jelképező dokumentumot (erre utal a cím is: A felkelő Nap első sugarai). Bármennyire mások is a dalok, Hendrix még mindig tehetséges dalszerző volt. Több széles körben ismert dala hallható az albumon: "Angel", "Freedom", "Dolly Dagger" és az "In From the Storm".
Bár sosem tudhatjuk meg, milyen lett volna az album, ha Hendrix életben marad (talán 1970 végén vagy 1971 elején jelent volna meg), ez a változat mégis a lehető legközelebb áll ahhoz, amit akarhatott.
Az album címe talán Arthur C. Clarke A Mars titka című regényéből ered; ebben a Phobos egy új Nappá válik, hogy a Marsot melegítse. A "Hey Baby (New Rising Sun)" egy emberről szól, aki a „felkelő Nap földjéről” érkezett. Az "Izabella" is tartalmaz utalást a felkelő Napra. Hendrixre és albumaira mindig nagy hatással voltak a tudományos-fantasztikus művek.
1997-es megjelenésekor az album az USA-ban 49., Nagy-Britanniában a 37. lett.

## Az album dalai
Minden dalt Jimi Hendrix írt.
1. "Freedom" – 3:26
2. "Izabella" – 2:50
3. "Night Bird Flying" – 3:50
4. "Angel" – 4:21
5. "Room Full of Mirrors" – 3:21
6. "Dolly Dagger" – 4:44
7. "Ezy Rider" – 4:07
8. "Drifting" – 3:48
9. "Beginnings" – 4:12
10. "Stepping Stone" – 4:12
11. "My Friend" – 4:36
12. "Straight Ahead" – 4:42
13. "Hey Baby (New Rising Sun)" – 6:04
14. "Earth Blues" – 4:21
15. "Astro Man" – 3:34
16. "In From the Storm" – 3:41
17. "Belly Button Window" – 3:36

## Közreműködők
- Jimi Hendrix – gitár, ének, vokál, basszusgitár, zongora
- Billy Cox – basszusgitár, vokál
- Mitch Mitchell – dob, producer, keverés
- Buddy Miles – dob (2., 5., 7.), vokál
- James Mayes – dob (11.)
- Paul Caruso – szájharmonika (11.)
- Stephen Stills – zongora (11.)
- Steve Winwood – vokál
- Chris Wood – vokál
- Albert Allen – vokál
- Arthur Allen – vokál
- Emmeretta Marks – vokál
- The Ronettes – vokál
- Juma Sultan – ütőhangszerek
- Billy Armstrong – ütőhangszerek
- Buzzy Linhart – vibrafon

## Produkció
- Jimi Hendrix – producer, keverés
- Eddie Kramer – producer, hangmérnök, keverés, fényképek, újrakeverés
- John Jansen – producer, keverés
- Tony Bongiovi – hangmérnök
- Jack Adams – hangmérnök
- Bob Cotto – hangmérnök
- Bob Hughes – hangmérnök
- John McDermott – jegyzetek, újrakeverés felügyelete